# Comuna Novîi Tahamlîk, Mașivka
Novîi Tahamlîk (în ucraineană Новий Тагамлик) este o comună în raionul Mașivka, regiunea Poltava, Ucraina, formată din satele Kozelșciîna, Novîi Tahamlîk (reședința), Ohuiivka și Vilne.

## Demografie
Componența lingvistică a comunei Novîi Tahamlîk
     Ucraineană (94,77%)
     Rusă (3,63%)
     Alte limbi (0,86%)
Conform recensământului din 2001, majoritatea populației comunei Novîi Tahamlîk era vorbitoare de ucraineană (94,77%), existând în minoritate și vorbitori de rusă (3,63%).